# Aerospace Valley
En France, Aerospace Valley est un pôle de compétitivité de portée mondiale fondé en 2005, centré géographiquement sur les régions Occitanie et Nouvelle-Aquitaine et thématiquement sur l'aéronautique, l'espace et les systèmes embarqués. Le pôle est membre de l'European Aviation Clusters Partnership, association aérospatiale créée en 2009 par la Commission européenne.
Sur le plan juridique, Aerospace Valley est une association dont les membres sont des personnes physiques, des centres de recherche, des entreprises, ou des institutions publiques. Son objectif est de conserver la première place mondiale en matière d'aéronautique civile, sa première place européenne en matière d'espace, et sa position d'excellence en matière de systèmes embarqués. Dans ce but, elle définit une stratégie industrielle, de recherche et de formation, identifie et promeut des projets partenariaux entre ses membres, et mène des actions d'animation socioculturelle, d'intelligence économique et de communication.

## Historique

### Naissance
En se basant sur des analyses économiques, le gouvernement français a mis en place une politique nationale de pôles de compétitivité régionaux pour stimuler l'innovation et la coopération entre l'industrie, la recherche et l'éducation. Ces pôles de compétitivité sont un forum pour la création de projets collectifs entre entreprises, centres de recherche et institutions académiques. Les projets de recherche et développement constituent les activités principales des pôles et le facteur clé de leur compétitivité. D'autres projets en formation, investissements immobiliers, infrastructures, développements économiques, promotion des zones locales, expansion internationale, etc. contribuent également à la compétitivité des entreprises des pôles et au développement économique régional.
À la suite d'un premier appel à projets compétitif publié en 2004, l'Aerospace Valley, pôle initié par les régions Aquitaine et Midi-Pyrénées, a vu le jour le 13 juillet 2005,. Cette union entre les deux régions a pu être réalisé grâce à leur proximité géographique et culturelle. Premier pôle aéronautique mondial et premier pôle spatial d'Europe, l'Aerospace Valley est l'unique pôle de compétitivité mondial birégional labellisé.
En 2009, le pôle devient membre de l'European Aviation Clusters Partnership, association aérospatiale créée par la Commission européenne,.
De 2005 à 2011, son président a été Jean-Marc Thomas, également président d'Airbus France. Le projet s’inscrit dans la politique des pôles de compétitivité lancée par le Gouvernement alors dirigé par Jean-Pierre Raffarin et mise en œuvre par la DATAR. Jean-Marc Thomas a été remplacé dans ses fonctions par Agnès Paillard, en charge depuis 2014 du programme Avion Électrique France (Airbus Defence and Space) et Présidente de l'INPI depuis 2013.

### Réforme territoriale
À la suite de la réforme territoriale de 2014 l'Aerospace Valley est désormais sur les nouvelles régions Nouvelle-Aquitaine et Occitanie. 
En 2018, des évolutions sont menées au sein de la gouvernance du pôle, 8 sièges supplémentaires sont ajoutés aux 39 pour permettre aux nouveaux acteurs des anciennes régions Languedoc-Roussillon, Poitou-Charentes et Limousin de participer au fonctionnement d'Aerospace Valley. La même année, la présidente Agnès Paillard annonce son départ lors du 12ᵉ forum technique du pôle de compétitivité qui se tenait à Arcachon. Le mardi 26 septembre 2017, Yann Barbaux, directeur de l'innovation d'Airbus, lui succède à la présidence d'Aerospace Valley. Bruno Nouzille, vice-président technique de Thales Avionics, est élu vice-président.
En 2018, lors d’une assemblée générale extraordinaire, les adhérents d'Aeroteam Poitou-Charentes, le cluster aéronautique du nord de la Nouvelle-Aquitaine, entérinent le travail au rapprochement avec Aerospace Valley.

## Objectifs
Le pôle de compétitivité Aerospace Valley est organisé autour de trois objectifs : l'aéronautique civile (développement technologique et coopération avec l'aéronautique de défense, première place mondiale), l'espace (première place européenne) et la diffusion des systèmes embarqués dans les secteurs du transport.

## Association

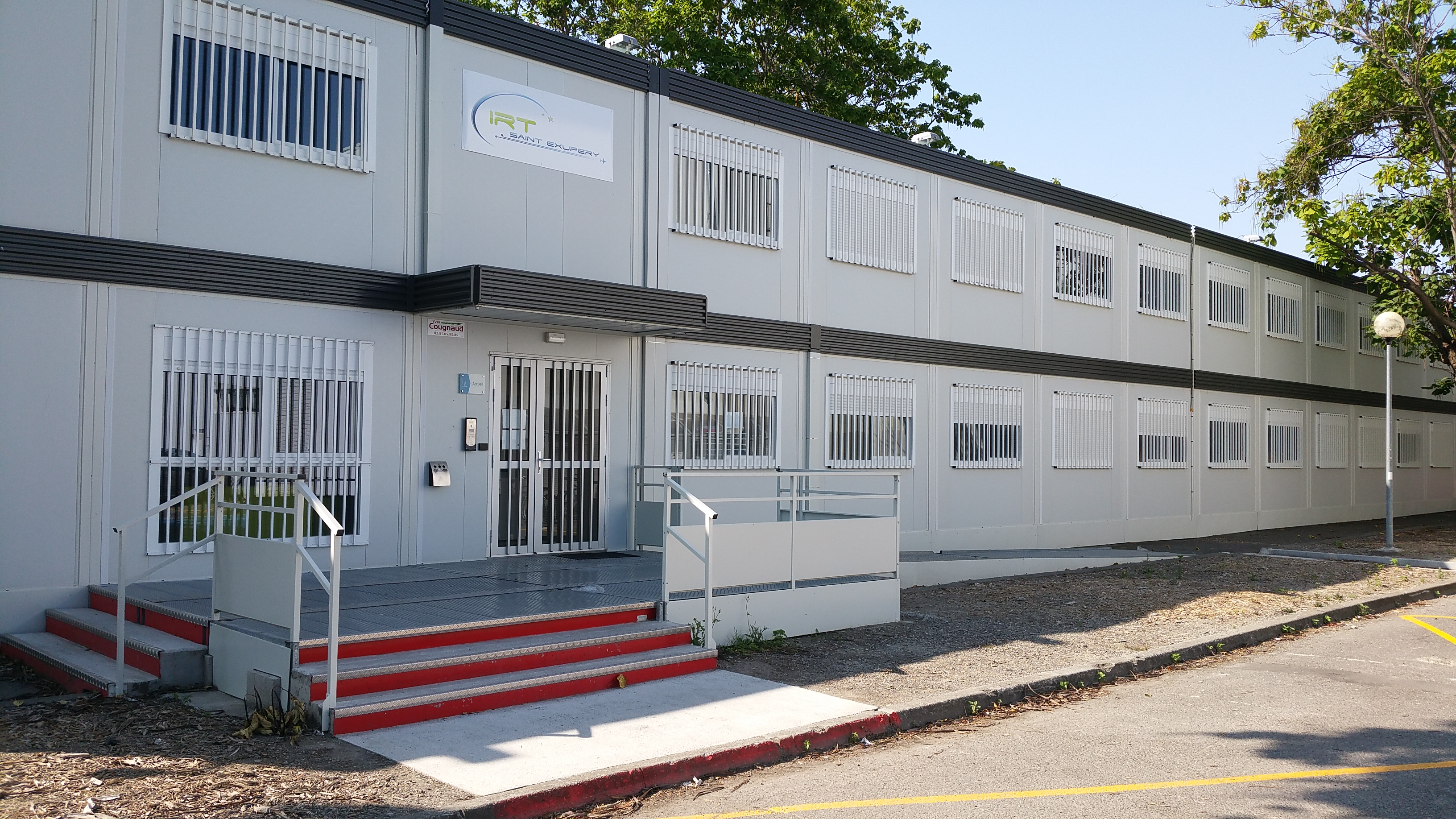
Locaux du pôle de compétitivité Aerospace Valley sur le Campus de l'Université Paul Sabatier à Toulouse.

Avec plus de 1 200 établissements industriels et de recherche, avec entre autres les grandes écoles aéronautiques françaises publiques membres du Groupement des écoles d'aéronautique, des autres écoles d'ingénieurs, des universités comme celle de Poitiers, l'Aerospace Valley réalise plus de 10 milliards d'euros de chiffre d'affaires et rassemble quelque 8 500 chercheurs. En 2018, parmi ses 854 sociétés adhérentes, 547 sont des petites ou moyennes entreprises (PME).

## Secteurs d'activités

### Construction aéronautique
L'Aerospace Valley a pour membres des acteurs de la construction aéronautique qui conçoivent, fabriquent et commercialisent des aéronefs. Spécialisé dans les avions de ligne, Airbus en fabrique plus de la moitié de ceux produits dans le monde. Il conçoit et développe également un avion militaire A400M. Avions de transport régional (ATR) est le leader mondial des avions turbo-propulsés de 40 à 70 places. Dassault Aviation se concentre sur l'aviation d'affaires avec le Mystère-Falcon et les avions de chasse comme le Mirage et le Rafale Société pour la construction d'avions de tourisme et d'affaires (Socata) est le leader européen des avions légers civils. Parmi ses membres spécialisés dans la construction d'aéronefs, l'Aerospace Valley compte également des constructeurs de drones. Airborne Concept fabrique le Drop'n Drone, drone aérolargable et le Up-Start Drone, drone convertible. Donecle conçoit des drones automatisés pour l'inspection des avions.
|                                   |
| Airbus A380, avion civil d'Airbus |

|                                              |
| Airbus A400M Atlas, avion militaire d'Airbus |

|                                    |
| ATR 72, avion turbo-propulsé d'ATR |

|                                         |
| Falcon 10, avion d'affaires de Dassault |

|                                           |
| Mirage 2000D, avion de chasse de Dassault |

|                                     |
| Rafale, avion de chasse de Dassault |

|                                      |
| TBM-850, avion de tourisme de Socata |

|                                                                 |
| Donecle Drone, drone automatisé d'inspection d'avion de Donecle |

### Défense
L'Aerospace Valley a pour membres des acteurs de la sécurité nationale avec, entre autres, Roxel qui conçoit des systèmes de propulsion des missiles, et Thales Airborne Systems qui développe et intègre des systèmes et des équipements aéroportés de défense.

### Espace
L'Aerospace Valley compte parmi ses membres des acteurs du secteur spatial. Le centre national d'études spatiales (CNES) est un établissement public à caractère industriel et commercial chargé de concevoir, de proposer au gouvernement français, puis de mettre en œuvre le programme spatial français. Alcatel Alenia Space est le leader européen des systèmes spatiaux et acteur majeur dans le domaine de l'infrastructure orbitale. Space Systems est une entité de la division Airbus Defence & Space du groupe Airbus spécialisé dans la conception et la fabrication de systèmes de satellites. EADS Space Transportation est le spécialiste européen du transport spatial et des infrastructures orbitales. Zodiac Aerospace, connu pour être un spécialiste des systèmes d'avion comme les toboggans d'évacuation d'avions civils, fabrique des ballons stratosphériques et des super-isolants de satellites.

### Études, essais et maintenance
L'Aerospace Valley compte parmi ses membres des acteurs dans le domaine des études, des essais et de la maintenance. Air France Industries est l'un des fournisseurs mondial de maintenance multi-produits. Le centre d'études scientifiques et techniques d'Aquitaine (CESTA) effectue de la modélisation, dimensionnement, études et essais en environnement thermomécanique, électromagnétiques et infrarouges. La direction générale de l'Armement (DGA) possède des centres d'essai et des ateliers pour l'aviation civile et militaire. EADS Sogerma Services est spécialisé en maintenance, réparation et révision. L'Office national d'études et de recherches aérospatiales (ONERA) est le principal centre de recherche français dans le domaine de l'aérospatiale.

### Propulsion motorisation
- Microturbo[6]
- SNPE Matériaux Énergétiques[6]
- Snecma[6]
- Turbomeca[6]

### Systèmes embarqués
- Alstom Transport[6]
- Freescale Semiconductor[6]
- Rockwell Collins France[6]
- Siemens VDO Automotive[6]
- Thales Avionics[6]

## Projets de recherche

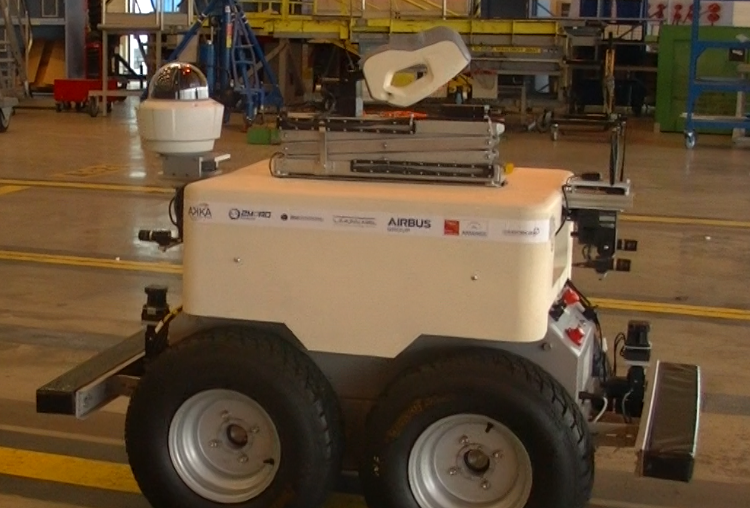
Air-Cobot, robot mobile collaboratif chargé d'inspecter un avion lors des opérations de maintenance, est un projet recherche et développement de l'Aerospace Valley.

Aerospace Valley travaille sur deux types de projets : recherche et développement et structurants. Ces derniers sont destinés à consolider la filière aérospatiale en développant des zones industrielles ou des centres de formation.
Entre 2005 et 2018, le pôle de compétitivité a labellisé 584 projets ce qui représente, en cumulé, un volume d'activités de 1,5 milliard d'euros et une aide publique de 623 millions d’euros investis dans la recherche collaborative. Aerospace Valley fait partie des trois premiers pôles de compétitivité français en matière de performance de ses projets coopératifs de recherche et développement.
Afin de mailler le territoire régional et de favoriser la création de start-ups, Aerospace Valley signe des conventions de partenariat avec des structures locales, telles qu'Aquinetic ou Ariège expansion, ou internationales, telles que le cluster Cecompi au Brésil.

## Pour approfondir